# Bataille de la crête de Pilckem
 (mai 2023).
Si vous disposez d'ouvrages ou d'articles de référence ou si vous connaissez des sites web de qualité traitant du thème abordé ici, merci de compléter l'article en donnant les références utiles à sa vérifiabilité et en les liant à la section « Notes et références ».
Première Guerre mondiale
La bataille de la crête de Pilckem s'est déroulée en Belgique pendant la Première Guerre mondiale du 31 juillet au 2 août 1917 et est l'attaque d'ouverture de la troisième bataille d'Ypres.

## Histoire
La Cinquième armée britannique, commandée par le général Hubert Gough, appuyée par la Deuxième armée britannique du général Herbert Plumer sur le flanc sud et la Première armée française sur le flanc nord, attaque la 4e armée allemande, qui défendait le front occidental depuis Lille vers le nord jusqu'en Belgique, le saillant d'Ypres et les côtes de la mer du Nord.
Le 31 juillet, les armées anglo-françaises s'emparent de la crête de Pilckem (en flamand : Pilkem) et des zones de chaque côté, l'attaque française étant un grand succès. Après plusieurs semaines de temps changeant, de fortes pluies tombent dans l'après-midi du 31 juillet.
Dans la zone du XIXe Corps au centre et à droite du XVIIIe Corps, trois brigades de réserve s'avancent de la « ligne noire » vers l'objectif principal (la « ligne verte ») et poussèrent vers la « ligne rouge », la plus éloignée que l'exploitation sur initiative locale avait été autorisée. Il commence à pleuvoir, coupant de vue les troupes britanniques avancées, tout comme les régiments allemands spécialistes de l'Eingreif (la contre-attaque) et les divisions avancent sur la crête de Passchendaele. Pour éviter d'être entourées, les brigades de réserve se retirent, subissant de nombreuses pertes, à travers la ligne verte jusqu'à la ligne noire, que les observateurs d'artillerie britanniques puissent encore voir ; l'infanterie allemande est empêchée d'avancer davantage par des tirs massifs d'artillerie et d'armes légères.
Une portion substantielle de terrain est conquise par les Britanniques et les Français, sauf sur le plateau de Gheluvelt (Geluveld) sur le flanc droit, où seules la ligne bleue (premier objectif) et une partie de la ligne noire (deuxième objectif) sont conquises. De nombreuses pertes sont infligées aux défenseurs allemands lors de l'attaque et 5 626 prisonniers sont faits ; les divisions allemandes d'Eingreif reprennent du terrain depuis la voie ferrée Ypres–Roulers vers le nord jusqu'à Saint-Julien, un hameau de Langemark, forçant les Britanniques à revenir sur la ligne noire. Au cours des jours suivants, les deux camps lancent des attaques locales pour améliorer leurs positions, très gênés par les déluges de pluie qui ont un effet sérieux sur les opérations en août, causant plus de problèmes aux Britanniques et aux Français, qui avancent dans la zone dévastée par les tirs d'artillerie et en partie inondée par les pluies inhabituelles.
Une attaque britannique locale sur le plateau de Gheluvelt prévue le 2 août est reportée à plusieurs reprises en raison des conditions météorologiques jusqu'au 10 août, et la deuxième grande attaque générale, prévue le 4 août, ne commence que le 16 août. Les objectifs de la ligne verte sur le plateau ne sont atteints qu'à la bataille de la crête de la route de Menin le 20 septembre, après que le rôle principal de l'offensive a été transféré à la deuxième armée et que trois semaines de soleil et de brise fraîche ont séché une grande partie du sol. La troisième bataille d'Ypres est controversée alors qu'elle se déroule, des différends portant sur la prévisibilité des déluges d'août et pour ses résultats mitigés, qui, dans une grande partie des écrits en anglais, sont imputés à des malentendus apparents entre Hubert Gough et Douglas Haig et à une planification défectueuse, plutôt que sur la résilience de la 4e armée.